# 에이글구
에이글구(Aigle District)는 스위스 보주의 구이다.

## 지리
에이글의 면적은 2009년 기준으로 434.99k㎡이다. 이 지역 중 147.87k㎡ (34.0%)가 농업용으로 사용되는 반면 179.6k㎡ (41.3%)는 산림이다. 나머지 토지 중 30.47k㎡ (7.0%)가 정착(건물 또는 도로)되고, 77.07k㎡ (17.7%)가 비생산적인 토지이다.

## 인구통계
2020년 12월 기준, 에이글의 인구는 46,253명이다.
2000년 기준, 인구 대부분인 28,451명(80.7%)이 프랑스어를 사용하며, 독일어가 1,268명(3.6%)으로 2위이고, 포르투갈어가 884명(2.5%)으로 3위이다. 이탈리아어를 할 줄 아는 사람은 848명, 로만슈어를 할 줄 아는 사람은 12명이다.
지역 인구 중 9,782명(약 27.8%)이 에이글에서 태어나 2000년에 그곳에 살았다. 같은 주에서 태어난 8,375명(23.8%)이 있었고, 스위스 다른 곳에서 태어난 5,629명(16.0%)이 있었고, 9,818명(27.9%)는 스위스 밖에서 태어났다.
2008년에는 스위스 시민이 239명, 비스위스계 시민이 126명이었고, 같은 기간에 스위스 시민이 277명, 비스위스계 시민이 25명 사망했다. 이민과 이주를 무시하면 스위스 시민의 인구는 38명 감소했고, 반면 외국인 인구는 101명 증가했다. 스위스로 재이민 온 스위스 남성은 7명, 여성은 10명이었다. 동시에 다른 나라에서 스위스로 이주한 424명의 비스위스계 남성과 489명의 비스위스계 여성이 있었다. 2008년 전체 스위스 인구 변화(시 경계를 넘는 이동을 포함한 모든 출처에서)는 467명이 증가했고, 비스위스계 인구는 617명이 증가했다. 이는 2.9%의 인구 증가율을 나타낸다.
2009년 현재 에이글의 연령 분포는 다음과 같다. 3,871명(인구의 10.0%)이 0~9세이고 5,803명(14.9%(14.9%) 10~19세)이 있다. 성인 인구 중 4,945명(인구의 12.7%(20~29세))이 있다. 4,632명(11.9%)은 30~39세, 5,868명(15.1%) 40~49세, 5,034명(12.9%) 50~59세이다. 고령자 분포는 4,297명(인구의 11.160%) 사이이다. 69세는 70~79세가 2,670명(6.9%), 80~89세가 1,486명(3.8%), 90세 이상이 274명(0.7%)이다.
2000년 기준으로 이 지역의 미혼이거나 독신인 사람은 14,446명이다. 기혼자는 16,669명, 미망인은 2,153명, 이혼한 사람은 1,980명이었다.
1인 가구는 5,070가구, 5인 이상 가구는 866가구였다. 총 14,785가구 중 1인 가구가 34.3%로 부모와 동거하는 성인이 85가구였다. 나머지 가구 중 자녀가 없는 기혼 부부는 3,900가구, 자녀가 있는 기혼 부부는 4,249가구로 자녀가 있는 편부모는 810가구이다. 혈연관계가 없는 사람이 186가구, 기관이나 집단주택이 485가구였다.
역사적 인구는 다음 차트에 나와 있다.

## 지자체
지구에는 다음과 같은 지방 자치 단체가 있다.
| 지자체         | 인구 (2017년 12월 31일) | 면적 km2 |
| -------------- | ----------------------- | -------- |
| 에이글         | 10,131                  | 16.41    |
| 베             | 7,747                   | 96.56    |
| Chessel        | 402                     | 3.57     |
| Corbeyrier     | 437                     | 21.99    |
| Gryon          | 1,364                   | 15.22    |
| Lavey-Morcles  | 925                     | 14.19    |
| Leysin         | 4,032                   | 18.57    |
| Noville        | 1,054                   | 10.35    |
| Ollon          | 7,497                   | 59.54    |
| Ormont-Dessous | 1,115                   | 64.07    |
| Ormont-Dessus  | 1,468                   | 61.65    |
| Rennaz         | 843                     | 2.19     |
| 로슈           | 1,647                   | 6.44     |
| 빌뇌브         | 5,673                   | 32.04    |
| Yvorne         | 1,051                   | 12.20    |
| 전체           | 45,386                  | 434.99   |

## 정치
2007 년 연방 선거에서 가장 인기 있는 정당은 27.7%의 득표율을 기록한 SVP였다. 그 다음으로 가장 인기 있는 3개 정당은 SP (20.65%), FDP (20.58%), 녹색당 (10.6%)이었다. 이번 연방 총선에서는 총 8,604표가 투표율 42.2%를 기록했다.

## 종교
2000년 인구 조사에 따르면 14,234명(40.4%)이 스위스 개혁 교회에 속했고, 11,386명(32.3%)이 로마 가톨릭 신자였다. 나머지 인구 중 정교회 교인은 564명(인구의 약 1.60%), 크리스찬 가톨릭 교회 교인은 19명(인구의 약 0.05%), 670명이었다. 다른 기독교 교회에 속한 개인(또는 인구의 약 1.90%). 유대인은 21명(인구의 약 0.06%)이었고, 이슬람교는 1,832명(인구의 약 5.20%)이었다. 142명의 불교 신자가 있었다. 120명의 힌두교와 89명의 다른 교회에 속한 개인. 3,667명(인구의 약 10.40%)이 무교, 불가지론 또는 무신론자이며, 2,504명(인구의 약 7.10%)이 질문에 대답하지 않았다.

## 교육
에이글에서는 인구의 약 11,421명(32.4%)이 필수가 아닌 고등교육을 이수했으며, 3,594명(10.2%)이 추가 고등교육(대학 또는 응용학문대학)을 마쳤다. 고등교육을 이수한 3,594명 중 47.7%가 스위스 남성, 25.3%가 스위스 여성, 15.1%가 비스위스계 남성, 11.8%가 비스위스계 여성이었다.
2009/2010학년도에 지역과 학군 학교 시스템에 총 4,435명의 학생이 있었다. 보주 주립학교 시스템에서는 정치 구역에서 2년간의 의무가 아닌 유아원을 제공한다. 학년도 동안 학군은 총 205명의 어린이에게 유치원 보육을 제공했다. 96명(46.8%)의 아동이 유치원에서 보조금을 받았다. 4년 동안 지속된 초등학교 프로그램에는 2,316명의 학생이 있었다. 중학교 의무 프로그램은 6년 동안 지속되며 해당 학교의 학생 수는 1,987명이다. 홈스쿨링을 하거나 다른 학교에 다니는 학생도 132명이었다.